# Кул-Веллі (Міссурі)
Кул-Веллі (англ. Cool Valley) — місто (англ. city) в США, в окрузі Сент-Луїс штату Міссурі. Населення — 1039 осіб (2020).

## Географія
Кул-Веллі розташований за координатами 38°43′31″ пн. ш. 90°18′20″ зх. д. / 38.72528° пн. ш. 90.30556° зх. д. (38.725213, -90.305693).  За даними Бюро перепису населення США в 2010 році місто мало площу 1,22 км², уся площа — суходіл.

## Демографія
Згідно з переписом 2010 року, у місті мешкало 1196 осіб у 440 домогосподарствах у складі 303 родин. Густота населення становила 979 осіб/км².  Було 483 помешкання (395/км²).
Расовий склад населення:
| - 84,5 % — чорних або афроамериканців - 11,8 % — білих - 0,4 % — азіатів - 0,3 % — корінних американців |

До двох чи більше рас належало 2,4 %. Частка іспаномовних становила 0,3 % від усіх жителів.
За віковим діапазоном населення розподілялося таким чином: 28,0 % — особи молодші 18 років, 60,5 % — особи у віці 18—64 років, 11,5 % — особи у віці 65 років та старші. Медіана віку мешканця становила 36,2 року. На 100 осіб жіночої статі у місті припадало 83,2 чоловіків;  на 100 жінок у віці від 18 років та старших — 75,4 чоловіків також старших 18 років.
Середній дохід на одне домашнє господарство  становив 50 341 долар США (медіана — 49 191), а середній дохід на одну сім'ю — 56 436 доларів (медіана — 54 583). Медіана доходів становила 35 069 доларів для чоловіків та 30 179 доларів для жінок. За межею бідності перебувало 10,1 % осіб, у тому числі 14,7 % дітей у віці до 18 років та 6,5 % осіб у віці 65 років та старших.
Цивільне працевлаштоване населення становило 553 особи. Основні галузі зайнятості: освіта, охорона здоров'я та соціальна допомога — 24,6 %, виробництво — 12,7 %, роздрібна торгівля — 10,8 %, науковці, спеціалісти, менеджери — 10,7 %.